# ツバル (映画)
『ツバル』（Tuvalu）は、1999年製作のドイツ映画。ファイト・ヘルマー監督初の長編作品。

## 解説
監督はドイツ人かつ製作国はドイツだが出演者の出身国は統一されておらず、舞台は架空の国での老朽化した屋内プールで巻き起こる騒動と皮肉を、台詞をほぼ排除し、モノクロを土台としながら幻想的で無国籍な映像タッチで表現している。

日本で発売されたDVD内でも監督による各シーンの解説が収録されている。

## ストーリー
老朽化した屋内プールがある館から一歩も外に出たことのないアントン。屋上から双眼鏡で見る街並みが唯一の下界との接点であるアントンは、ある日プールに来た若い女性エヴァに一目惚れをする。挙動不審で本能的だが純真で一生懸命なアントンに、彼女も興味を抱きアントンを翻弄するが…。

## キャスト・登場人物
アントン
演 - ドニ・ラヴァン
主人公。不器用だが、父の為にプールの運営に日夜試行錯誤する。地下水道の知識が豊富。いつか船長になって旅に出たいと夢見ている。靴を一足も持っていない。
エヴァ
演 - チュルパン・ハマートヴァ
ヒロイン。小悪魔的にアントンをからかい翻弄するが、アントンの変態的行為や暴走に寛容。
カール
演 - フィリップ・クレー
アントンやカールの父親。プールの管理人。盲目。アントンに厳格で支配的に接する。
グレゴール
演 - テレンス・ギレスピー
アントンの兄。家族や故郷に見切りを付けて、エリートビジネスマンとして活躍する。街の再開発やプールの取り壊しを目論む。エヴァに恋をしている。
マルタ
演 - カタリナ・ムルジア
プールの受付をしている老婆。アントンと共にプールの運営を切り盛りする。義理人情があり、入場料を持ち合わせていない客からは趣味の一環も兼ねてボタンを収集するなど機転が利く。
ゲスタフ
演 - ジョコ・ロシック
プールの常連客。元船長。娘のエヴァをプールに連れてくる。足が悪い描写が見受けられる。いつも黒いレンズの小さな眼鏡を着用している。
警官
演 - トドール・ゲオルギエフ
検査官
演 - E・J・カラハン